# إرفينغ فارمر كينيدي
إرفينغ فارمر كينيدي هو طيار كندي، ولد في 4 فبراير 1922 في Cumberland, Ontario ‏ في كندا، وتوفي في 6 يناير 2011.